# Oligocentria laciniosa
Oligocentria laciniosa är en fjärilsart som beskrevs av Edwards 1885. Oligocentria laciniosa ingår i släktet Oligocentria och familjen tandspinnare. Inga underarter finns listade i Catalogue of Life.